# Fritz Hille
Fritz Hille (* 27. September 1891 in Berlin; † 2. Januar 1949 in München) war ein deutscher Manager der Automobil- und Luftfahrtindustrie.

## Werdegang
Hille leistete nach einer kaufmännischen Lehre Kriegsdienst im Ersten Weltkrieg. 1926 wurde er kaufmännisches Vorstandsmitglied bei der Bayerische Flugzeugwerke AG, der späteren Messerschmitt AG. 1930 siedelte er als kaufmännischer Direktor der Ernst Heinkel Flugzeugwerke nach Rostock um. Im November 1935 trat er bei der BMW AG als Vorstandsmitglied ein und wurde gleichzeitig Geschäftsführer der BMW Flugmotorenbau GmbH München. Von 1939 bis 1942 war er der stellvertretende Vorstandsvorsitzende. Nach Auseinandersetzungen mit Generaldirektor Franz Josef Popp (der sich nach eigener Darstellung vehement gegen eine einseitige Ausrichtung der BMW-Produktion auf die Kriegsrüstung stellte) wurde Hille mit Unterstützung der nationalsozialistischen Behörden im Juni 1942 Vorstandsvorsitzender bei BMW. BMW setzte bald fast ausschließlich Zwangsarbeiter und KZ-Häftlinge ein, die u. a. im KZ-Außenlager München-Allach des Konzentrationslagers Dachau inhaftiert waren. Wegen einer anhaltenden Produktionskrise musste Hille auf Initiative von Generalluftzeugmeister Erhard Milch aus dem Reichsluftfahrtministerium (RLM) von seinem Amt im Mai 1944 zurücktreten, blieb aber zumindest vorübergehend noch Vorstandsmitglied. Im Februar 1945 wurde Wilhelm Schaaf, der Technische Direktor der Zweigniederlassung Eisenach, sein Nachfolger. Nach Kriegsende wurde Fritz Hille zunächst verhaftet und unter Hausarrest gestellt. Er musste sich 1947 vor einem alliierten Gericht wegen seiner Tätigkeit in der Rüstungsindustrie verantworten. Nach seiner Entnazifizierung wurde ihm 1948 ein Vorstandsposten im Siemens-Konzern angeboten, den er allerdings wegen seiner Krebserkrankung ablehnte. Er erlag seinem Krebsleiden Anfang 1949.